# 仁多見史隆
仁多見 史隆（にたみ ふみたか、1974年12月27日 - ）は、日本の元アマチュアボクシング選手。新潟県新潟市出身。1996年アトランタオリンピックライトウェルター級日本代表。右ボクサータイプ。身長173cm。興農館高等学校、東京農業大学卒業。弟・暢尚（のぶひさ）もアマチュアボクシング経験者。

## 来歴
1992年、インターハイ・全国高校選抜・べにばな国体少年の部のいずれもライトウェルター級で優勝を収めた。親からは農業の道を進むよう促されたため、プロは断念せざるを得なかった。
大学時代の1993年から1996年にかけて、副島保彦（1978年 - 1981年）に続き、4年間で1部リーグ戦全試合出場・全試合勝利を達成した。この間1994年にはわかしゃち国体成年の部ライトウェルター級で優勝を収め、1994年・1995年・1996年の3年間は全日本選手権（3大会連続）、ふくしま国体・ひろしま国体成年の部のいずれもライトウェルター級で優勝を収めた。その間石田順裕や金山俊治（後のクレイジー・キム）にも勝利している。
4年在学中の1996年、第3次アジア予選（キングスカップ）ライトウェルター級で優勝を収めてアトランタオリンピックに同級の日本代表として出場し、1回戦に6-21のポイント負けとなった。大学卒業後は財団法人新潟市開発公社に勤務し、1997年のなみはや国体成年の部ウェルター級で優勝を収めた。通算戦績は151戦141勝10敗。
1999年から新潟県の国体少年男子監督。2012年現在、新潟県ボクシング連盟副理事長、日本オリンピック委員会 (JOC) 強化スタッフを務める。
2014年から開志学園高等学校ボクシング部初代監督に就任。2017年ミドル級で近藤陸が全国高校選抜大会、インターハイ、国体で優勝し創部後初の全国大会優勝者を輩出。
2018年から野村孝志教諭が同部顧問に就任し2人指導体制となり、2021年にウエルター級で増田祐士、2022年にライトウエルター級で六井和、ウエルター級で川村萌斗、2023年にウエルター級で川村萌斗、2024年にウエルター級で増田龍杜の全国大会優勝者を輩出。
2024年4月からは小林将也教諭が同部助監督に就任し同校は3人指導体制となる。

## 獲得タイトル
- 第46回インターハイライトウェルター級優勝
- 第3回全国高校選抜ライトウェルター級優勝
- 第47回国体少年の部ライトウェルター級優勝
- 第64回全日本選手権ライトウェルター級優勝
- 第49回国体成年の部ライトウェルター級優勝
- 第50回国体成年の部ライトウェルター級優勝
- 第65回全日本選手権ライトウェルター級優勝
- 第51回国体成年の部ライトウェルター級優勝
- アジア選手権（メイヤーズカップ）銅メダル
- アジア選手権（キングスカップ）金メダル
- 第66回全日本選手権ライトウェルター級優勝
- 第52回国体成年の部ウェルター級優勝